# Коронавірусна хвороба 2019 в Уельсі
Епідемія коронавірусної хвороби 2019 в Уельсі — це поширення пандемії коронавірусної хвороби 2019 на територію Уельсу. Перший випадок хвороби у цій частині Великої Британії офіційно зареєстровано 28 лютого неподалік Суонсі в особи, яка нещодавно повернулась з Італії. Вперше про місцеву передачу вірусу було повідомлено 11 березня 2020 року в районі міста Карфіллі.
З другої половини березня 2020 року в Уельсі розпочалися масштабні обмеження щодо багатьох сфер життя; обмеження були послаблені влітку після того, як пройшла перша хвиля вірусу. Восени того ж року у зв'язку зі зростанням кількості випадків хвороби обмеження знову почали посилюватися, а в окремих районах запроваджувався локальний карантин. Наприкінці жовтня розпочався двотижневий повний локдаун. Зростання випадків захворювання та новий варіант вірусу призвели до повторного посилення обмежень у грудні. Розгортання вакцинації проти COVID-19 та зменшення кількості випадків хвороби призвело до послаблення обмежень навесні та влітку 2021 року. Обмеження були ненадовго посилені та послаблені приблизно наприкінці 2021 року у зв'язку з появою нового варіанту вірусу. Більшість юридичних обмежень, пов'язаних з COVID-19, були застосовані в Уельсі до кінця березня, а значна частина інфраструктури, створеної для боротьби з коронавірусом, була ліквідована до середини 2022 року.
За більшість аспектів боротьби проти COVID-19 відповідав місцевий уряд Уельсу. У Шотландії, Уельсі та Північній Ірландії охорона здоров'я є делегованими повноваженнями місцевих урядів. Хоча охорона здоров'я у Великій Британії в основному забезпечується державою (через національну службу здоров'я Уельсу відповідно в Уельсі) з часткою приватних та благодійних структур, політика та результати місцевих служб охорони здоров'я різних частин Великої Британії відрізняються. Зокрема, на початок пандемії у Вестмінстері був консервативний уряд, а в Кардіффі — лейбористський уряд; цей ідеологічний розрив міг сприяти різним підходам до боротьби з поширенням хвороби.

## Хронологія

### Раннє поширення (28 лютого— 23 березня)
Перший випадок COVID-19 в Уельсі був підтверджений 28 лютого 2020 року в особи, яка повернулася з Північної Італії, а потім була переведена до спеціалізованого інфекційного центру Національної служби здоров'я у Королівській вільній лікарні в Лондоні. Головний медичний працівник Уельсу Френк Атертон заявив, що уряд вживатиме «усіх належних заходів» для зменшення ризику передачі інфекції. 10 березня в Уельсі було виявлено ще 9 випадків хвороби, внаслідок чого загальна кількість випадків зросла до 15, що стало першим значним стрибком у кількості випадків. 16 березня в Рексемі було зареєстровано першу смерть в Уельсі від коронавірусної хвороби.
18 березня уряд Уельсу оголосив, що всі школи в Уельсі будуть закриті до 20 березня. Обмеженій кількості шкіл було дозволено залишатися відкритими для надання підтримки дітям життєво необхідних працівників і дітям з додатковими потребами. Наступними днями було оголошено, що всі іспити будуть скасовані, а оцінки базуватимуться на поточній роботі та прогнозованих оцінках. Того дня подібні кроки були зроблені по всій Великій Британії. У день закриття шкіл також було запроваджено правила, за якими мали закритися більшість розважальних закладів.

### Локдаун (23 березня— 1 червня)
23 березня прем'єр-міністр Великої Британії Борис Джонсон, отримавши згоду від усіх місцевих урядів, оголосив про запровадження в Сполученому Королівстві локдауну, при цьому залишаються відкритими лише життєво необхідні заклади. Після цієї заяви голова уряду Уельсу Марк Дрейкфорд оголосив, що заходи також охоплять Уельс і набудуть чинності з цього вечора. Запроваджені заходи забороняли людям виходити з дому без життєвої необхідності, а прогулянки на вулиці обмежувалися одним разом на день. Заходи, які контролювали фізичні вправи поза домом, відрізнялися від тих, що діяли в Англії, де чинні заходи не передбачали обмеження один раз на день, тоді як валлійська версія спеціально обмежувала фізичні вправи поза домом до одного разу на день із максимальним штрафом у 120 фунтів, порівняно з 960 фунтів в Англії. 20 травня уряд оголосив, що максимальний штраф буде збільшено до 1920 фунтів стерлінгів. Було заборонено збиратися 2 або більше людям, за винятком окремих осіб в одній сім'ї, а паби, ресторани (за винятком продажу на винос) і магазини, що продають товари не першої необхідності, було наказано закрити.
25 березня загальнобританський закон про коронавірус 2020 року отримав королівську згоду після підтримки обома палатами парламенту Сполученого Королівства. Наступного дня парламент Уельсу затвердив коронавірусний закон для Уельсу, який надавав уряду Уельсу надзвичайні повноваження для вирішення різних аспектів боротьби з поширенням хвороби. Ці нові повноваження включали:
- Затримувати людей або утримувати їх на карантині;
- Обмежувати або забороняти масові зібрання;
- Закривати заклади.

26 березня Сноудон та інші гори Уельсу були закриті для відвідування у зв'язку з тим, що в попередні дні в горах зібралася більша кількість туристів, що спричинило затори. Управління природних ресурсів Уельсу пізніше повідомило, що всі місця та шляхи, які можуть відвідувати велику кількість людей або створюють високий ризик, будуть закриті.
До 27 березня поліція Північного Уельсу патрулювала кордон між Уельсом та Англією, оскільки відвідувачі ігнорували інструкції щодо перебування вдома, та їхали до Уельсу. У багатьох випадках поліція зупиняла машини, що в'їжджали з Англії; такого контролю на кордоні між Уельсом та Англією не було з XVI століття.
2 квітня було повідомлено, що кількість підтверджених випадків хвороби перевищила 2 тисячі, а кількість смертей в Уельсі перевищила 100. 5 квітня кількість випадків перевищила 3 тисячі.
6 квітня кардіохірург з Університетської лікарні Уельсу Джітендра Ратод помер після встановлення в нього позитивного результату тесту на COVID-19. Вважалося, що він був першим медичним працівником в Уельсі, який помер після того, як у нього діагностували коронавірусну хворобу.
7 квітня кількість смертей перевищила 200. Того ж дня заходи щодо дистанціювання на робочому місці, які передбачали дотримання двометрової дистанції між людьми, отримали силу закону в Уельсі, згідно яких від роботодавців вимагалося вживати «усіх розумних заходів» для дотримання безпечної дистанції між людьми.
8 квітня кількість випадків хвороби зросла до більш ніж 4 тисячі до 4073, зареєстровано 245 смертей. Того ж дня повідомлено, що локдаун не буде скасовано протягом наступного тижня.
17 квітня управління охорони здоров'я Уельсу вперше повідомило, в яких районах зареєстровано смерть від коронавірусної хвороби в Уельсі (на той час їх було 506). Майже всі вони були в південно-східному Уельсі, лише 12 смертей були зареєстровані в інших районах, що охоплюють західний, середній і північний Уельс. Пізніше було виявлено, що була затримка в повідомленні цифр від Ради охорони здоров'я Університету Бетсі Кадваладр. Голова уряду Уельсу Марк Дрейкфорд повідомив, що «локдаун може залишитися в Уельсі, навіть якщо його скасують в інших частинах Великобританії».
8 травня Марк Дрейкфорд повідомив, що карантин в Уельсі внаслідок COVID-19 буде продовжено ще на три тижні. Він також повідомив про «скромні» зміни в уже діючих заходах: деякі садово-паркові території будуть знову відкриті, і після цього місцеві жителі зможуть займатися спортом на свіжому повітрі більше одного разу на день за умови, що вони живуть неподалік.
10 травня прем'єр-міністр Великої Британії Борис Джонсон оголосив про заходи щодо пом'якшення карантину на британському телебаченні, не згадуючи, що ці заходи стосуються лише Англії. Голови урядів Шотландії, Північної Ірландії та Уельсу заявили, що не будуть приймати його нове гасло «Будьте напоготові» (на відміну від «Залишайтеся вдома»). Генеральний радник юстиції уряду Уельсу Джеремі Майлз сказав, що заняття фізичними вправами повинні проводитися вдома, і туристи можуть бути оштрафовані, якщо вони приїдуть до Уельсу на відпочинок.

### Послаблення обмежень (1 червня— 7 вересня)
3 червня розпочалися брифінги (пізніше названі «прес-конференціями») у серії, яка була організована урядом Уельсу як спосіб поширення нової інформації для населення Уельсу щодо епідемії COVID-19 в країні.
12 червня голова уряду Марк Дрейкфорд заявив, що показник передачі вірусу для Уельсу є найнижчим серед усіх частин Сполученого Королівства — 0,7. До червня 2020 року в Кередігіоні були найнижчі показники людей, інфікованих або померлих від COVID-19, на материковій частині Британії. Це графство, природно, є сільською місцевістю та є цікавим для відпочинку, а заклади освіти на його території закрили дуже рано. У березні 2020 року рада графства створила власну систему відстеження контактів.
6 липня в Уельсі вперше з початку пандемії не було підтверджено жодної смерті.
10 липня Уельс вдруге підтвердив відсутність смертей. Перший міністр Марк Дрейкфорд оголосив про зміни в карантинних обмеженнях, і вказав дати відновлення роботи готельних закладів, перукарень і салонів краси, а також місць відпочинку на природі. Він також заявив, що головний лікар Уельсу Френк Атертон підтвердив, що у нас є певні можливості для подальшого послаблення обмежень протягом наступних 3 тижнів.
17 липня голова уряду оголосив, що щоденні брифінги щодо поширення хвороби в Уельсі припиняються, і натомість проводитимуться щотижня.
До 21 липня в Уельсі вже всьоме за місяць не було зафіксовано нових смертей. Однак дані, оприлюднені інспекцією охорони здоров'я Уельсу, підтвердили, що до 17 липня було зареєстровано 736 смертей мешканців будинків для осіб похилого віку, пов'язаних з COVID-19, із загальною кількістю смертей на 71 % більше, ніж за той самий період минулого року.
25 липня в Уельсі вдесяте за місяць не було зафіксовано жодної смерті. 27 липня було повідомлено, що показник передачі вірусу на одного хворого для Уельсу знову є найнижчим серед усіх частин Сполученого Королівства, між 0,6 і 0,8. Станом на 18 серпня кількість хворих, які все ще перебували в лікарні з COVID-19, становила 70 осіб.
Обмеження були додатково послаблені розпорядженням від 31 липня, яке підтвердило, що паби та ресторани зможуть відкрити закриті зони 3 серпня. На відкритому повітрі зможуть зустрічатися до 30 осіб, а дітям до 11 років більше не потрібно буде триматися на двометровій дистанції. Знову дозволено відкрити криті доріжки для боулінгу, аукціонні будинки та бінго-зали, тоді як басейни, тренажерні зали, центри дозвілля та криті ігрові майданчики дозволили знову відкрити з 10 серпня, усі заклади з дотриманням соціального дистанціювання.
Ближче до кінця серпня зросла стурбованість щодо можливого виникнення другого сплеску випадків хвороби після того, як у пасажирів, які прибули в аеропорт Кардіффа з-за кордону, підтвердився позитивний результат тесту на коронавірус. Оператора польотів, компанію TUI Group, критикували за те, що вона не змогла забезпечити носіння масок під час польоту. Пізніше міністр охорони здоров'я Вон Гетінг заявив, що 30 випадків були пов'язані з 4 рейсами до Великої Британії з острова Закінф, і уряди Уельсу та Шотландії лобіювали в уряді Великої Британії, щоб острів включили до списку карантинних напрямків для Великої Британії в цілому.

### Скасування послаблення обмежень (7 вересня— 19 жовтня)
7 вересня 2020 року уряд Уельсу оголосив, що з 18:00 наступного дня округ Карфіллі буде знову закрито. Це був перший місцевий локдаун в Уельсі, який запроваджувався після відкриття, оскільки в 98 осіб підтвердився позитивний результат тестування на коронавірус за тиждень, що дало округу найвищий рівень зараження в Уельсі. 11 вересня 2020 року уряд Уельсу повідомив, що жорсткіші обмеження будуть знову введені в дію з понеділка, 14 вересня, з обов'язковим закриттям обличчя в закритих приміщеннях і на громадських заходах, скорочених з 30 до 6 осіб на невизначений термін. 16 вересня 2020 року Рондда-Сайнон-Таф стала другим місцем в Уельсі, де було введено місцевий локдаун у зв'язку зі сплеском випадків. Міністр охорони здоров'я Воган Гетінг звернув увагу на деякі конкретні випадки нехтування карантинними заходами, включно з автобусною поїздкою до Донкастера, здійсненою групою з Аберсінону, яка, як стверджується, була пов'язана з одним із кластерів випадків на території Уельсу, сказавши: «Це не була група молодих людей — цілком можливо, що люди за 40 і 50 років поводяться безвідповідально, і ми побачили значне поширення цієї події». Члени клубу протестували, що вони не пішли на іподром, а натомість відвідали місцеві паби. Пізніше підтверджено, що в одного із членів клубу підтвердився позитивний результат на COVID-19, і клуб закрився за кілька днів до поїздки, оскільки захворіли кілька працівників клубу.
У середині вересня прем'єр-міністр Великої Британії Борис Джонсон визнав, що у Великій Британії спостерігається друга хвиля випадків COVID-19. 25 вересня 2020 року уряд Уельсу оголосив, що міста Кардіфф і Суонсі, а також місто Лланеллі (частина графства Кармартеншир) будуть закриті протягом наступних двох днів, приєднавшись до Керфілі, Ньюпорта, Брідженда, Мертіра, Бленау-Гвента та Рондда-Кінон-Таф. З 28 вересня такі ж обмеження запроваджено в Торфаен, Ніт-Порт-Толбот і долині Гламорган. 10 жовтня у місті Бангор у Гвінеді запроваджено локдаун.

### Загальне закриття закладів (23 жовтня— 9 листопада 2020 року)
19 жовтня уряд Уельсу оголосив, що з 23 жовтня до 9 листопада буде запроваджено другий загальнонаціональний локдаун, який назвали «пожежною перервою», що збігається зі шкільними канікулами, які були продовжені на тиждень у коледжах і школах для учнів від 9 класу (від 13 до 14 років) і старших з наміром знизити кількість випадків COVID-19. Голова уряду повідомив, що всі паби, ресторани та магазини товарів не першої необхідності протягом цього періоду будуть закриті. Святкування Хелловіну та ночі Гая Фокса не буде відбуватися традиційним способом, тому що заборонені зібрання у приміщенні чи на відкритому повітрі з людьми з інших домогосподарств, але урядом з часом будуть запропоновані альтернативні способи святкування.
Рішення заборонити супермаркетам продавати товари не першої необхідності (зокрема, одяг) під час локдауну у зв'язку з загальним закриттям усіх закладів спричинило певну кількість суперечок і плутанини. Голова уряду Дрейкфорд стверджував, що ці заходи є «простим питанням чесної гри», додаючи, що «ми вимагаємо, щоб багато сотень малих підприємств закрилися на головних вулицях Уельсу». Лідер консерваторів Уельсу Пол Девіс назвав ці заходи «божевіллям», «перегином» і «такими, що руйнують економіку».
Після завершення повного закриття Воган Гетінг заявив, що було «багато обнадійливих ознак» і загальна тенденція до зниження кількості хворих у більшості областей, але також застеріг громадськість від швидкого «повернення до нормального життя».

### Загальне закриття закладів (9 листопада— 15 грудня 2020 року)
Після «пожежної перерви» карантинні обмеження в Уельсі були стандартизовані, а локальні обмеження скасовано. З 9 листопада знову відкрилися паби, ресторани та кафе, у яких дозволялося зустрічатися групам до 4 осіб (діти до 11 років не враховувалися загальної кількості) з різних домогосподарств; комендантська година для продажу алкоголю залишилася в силі. Також знову відкрилися магазини для продажу товарів не першої необхідності. Два домогосподарства могли утворювати міхур безпеки (спілкуватися без обмежень), тоді як будь-яка кількість дітей від 11 років до 15 років чи 30 осіб старше цього віку могли брати участь у закритих і зовнішніх організованих заходах відповідно. Обмеження на поїздки в межах Уельсу було знято, хоча поїздки без нагальної потреби в інші частини Великобританії чи за кордон залишилися під забороною.
3 грудня набули чинності велика кількість змін до обмежень. Було дозволено поїздки з Уельсу до низки районів Англії та Шотландії, де діють регіональні системи карантину. Однак готельним закладам було заборонено продавати алкоголь або надавати їжу після 6 години вечора.
Після загального закриття закладів поширеність хвороби знизилася з 206,2 на 100 тисяч осіб до 170,6, але на початок грудня вона зросла до 403,8 на 100 тисяч осіб. Голова уряду Марк Дрейкфорд висловив з приводу цього серйозну стурбованість, і попередив, що перед Різдвом можуть знадобитися додаткові обмеження.

### Різдво та Новий рік (16 грудня 2020 року— 19 лютого 2021 року)
16 грудня голова уряду Уельсу оголосив, що після початку зростання кількості випадків хвороби, а не їх падіння, лише 2 родини зможуть утворити міхур безпеки (замість початкової ідеї 3 родин) на різдвяний період. Він також оголосив, що після п'ятиденного послаблення для всього Уельсу з 28 грудня буде введено найвищий рівень обмежень, які будуть переглядатися кожні 3 тижні.
19 грудня голова уряду оголосив, що весь Уельс переходить на обмеження рівня 4. Це включало триваючий національний карантин з того вечора. Це запроваджено після спалаху мутантного штаму COVID-19 у Сполученому Королівстві. Початкові спільні плани пом'якшення обмежень з 23 по 28 грудня діяли для всього Сполученого Королівства, але вони були змінені таким чином, що єдиний пом'якшений період запроваджувався лише на Різдво, під час якого дозволено зустрічатися лише двом домогосподарствам. Перед і після Різдва заборонялося зустрічатися з особами з інших домогосподарств у приміщенні. Ті, хто зустрічався з особами з інших домогосподарств на відкритому повітрі, мали триматися на відстані не менше 2 метрів один від одного та носити засоби індивідуального захисту.

### Послаблення обмежень (20 лютого— вересень 2021 року)
18 червня 2021 року голова уряду Уельсу повідомив про призупинення послаблень карантинних заходів у зв'язку з поширенням в Уельсі варіанту Дельта вірусу SARS-CoV-2, також зазначивши, що країна перебуває на початку третьої хвилі епідемії.
6 серпня 2021 року голова уряду повідомив, що більшість обмежень, які залишилися в Уельсі після першого карантину в березні 2020 року, буде послаблено, а нічні клуби відкриються наступного дня (вперше за 17 місяців вони змогли працювати), але захист обличчя в усіх громадських місцях залишатиметься обов'язковим.

### Паспорти вакцинації та Омікрон (жовтень 2021 року— січень 2022 року)
У жовтні 2021 року уряд Уельсу запровадив картку «COVID-19 Pass» як засіб, щоб допомогти «зберігати Уельс безпечним і відкритим під час пандемії». З 11 жовтня 2021 року для осіб віком від 18 років буланеобхідна наявність картки «COVID-19 Pass», нещодавній негативний швидкий тест або ПЛР-тест у місцях продажу алкогольних напоїв, клубах і на великих заходах. 9 листопада 2021 року члени парламенту Уельс проголосували за розширення необхідності карт COVID-19, щоб включити в неї кінотеатри та театри.
У листопаді 2021 року уряд Уельсу висловив стурбованість появою нового варіанту SARS-CoV-2 Омікрон, і висловив прохання до всіх учнів середньої школи носити маски в класах. На додаток до цього уряд збільшив кількість бустерних доз вакцини для всіх дорослих, та рекомендував самоізолюватися всім особам, якщо вони контактували з хворими, інфікованими варіантом Омікрон.
У День подарунків уряд посилив обмеження. Вони включали ліміт із 6 осіб, які збираються в певних місцях відпочинку, максимум 50 осіб на заходах просто неба та 20 осіб у приміщенні. Встановлена обов'язкова двометрова соціальна дистанція в офісах та громадських місцях. Також було закрито нічні клуби.

### Закінчення обмежень і масового тестування (січень— червень 2022 року)
14 січня уряд Уельсу опублікував план послаблення обмежень за умови, що кількість випадків COVID-19 продовжуватиме падати. У плані було зазначено:
- Субота, 16 січня: кількість осіб, яким дозволено відвідувати захід просто неба, зросте з 50 до 500.
- П'ятниця, 21 січня: дозволено масове відвідування спортивних заходів, та немає обмежень для тих, хто відвідує заходи просто неба
- П'ятниця, 28 січня: нічні клуби можуть знову відкритися, а готельні заклади можуть працювати в звичайному режимі, хоча для великих заходів, а також для відвідування кінотеатрів, нічних клубів і театрів все одно будуть потрібні перепустки COVID-19. Робота на дому більше не вимагається законодавчо.[80]

18 лютого в Уельсі завершилася дія обов'язкових COVID-перепусток для більшості громадських закладів. Через кілька днів міністр економіки Воган Гетінг відповів на плани скасувати всі обмеження в Англії, сказавши, що подібні зміни можуть бути розглянуті в Уельсі наступного місяця.
4 березня повідомлено, що 28 березня стане датою закінчення всіх інших юридичних обмежень в Уельсі, пов'язаних з COVID-19. Хоча згодом до цього рішення було внесено поправки, згідно з якими масковий режим залишається юридичною вимогою в установах охорони здоров'я та соціальної допомоги. Того ж дня проведення ПЛР-тестів було припинено для широких верств населення, а проведення безкоштовних швидких тестів було обмежено для осіб із симптомами хвороби. Правила, які вимагають від працедавців в Уельсі вживати запобіжних заходів, пов'язаних із COVID-19, набули чинності 18 квітня. Наприкінці червня спочатку планувалося повністю припинити безкоштовне масове тестування разом із відстеженням контактів і фінансовою підтримкою самоізоляції. Однак ці плани були зрештою відкладені на місяць до кінця липня.

## Урядові заходи
Уряд Уельсу запровадив заходи, які забороняли людям виходити з дому без нагальної потреби, а прогулянки на вулиці обмежуються разом на день. Заходи, які контролювали фізичні вправи поза домом, відрізнялися від тих, що діяли в Англії, де чинні заходи не передбачають обмеження один раз на день, тоді як валлійська версія спеціально обмежує фізичні вправи поза домом до одного разу на день із максимальним штрафом у 120 фунтів стерлінгів, порівняно з 960 фунтів стерлінгів в Англії. Було заборонено збиратися 2 або більше особам, за винятком окремих осіб в одній сім'ї, а паби, ресторани (за винятком роботи на винос) і магазини, що продають товари не першої необхідності, було наказано закрити.
26 березня 2020 року парламент Уельсу затвердив нові карантинні правила, які надають уряду Уельсу надзвичайні повноваження для вирішення різних аспектів боротьби з поширенням хвороби.
Уряд Уельсу схвалив апарат штучної вентиляції легень при COVID -19, розроблений консультантом-анестезіологом з лікарні у валлійському місті Кармартен Рісом Томасом. Апарат, розроблений за кілька днів, був успішно використаний на хворому в середині березня, а згодом його розробку профінансував уряд Уельсу для подальшої розробки з метою очищення кімнати від вірусних частинок, і подачі хворому лише очищеного повітря.
18 березня уряд Уельсу оголосив, що всі школи в Уельсі будуть закриті до 20 березня, з обмеженою кількістю шкіл, які залишаються відкритими для надання підтримки дітям працівників життєво необхідних закладів, і дітям з додатковими потребами. У наступні дні було оголошено, що всі іспити в школах будуть скасовані, а оцінки базуватимуться на поточній роботі та прогнозованих оцінках.>
Голова уряду Уельсу Марк Дрейкфорд повідомив, що уряд Уельсу розпочав переговори з армією щодо надання допомоги службі охорони здоров'я в Уельсі, включаючи навчання солдат для допомоги служби швидкої допомоги Уельсу та допомогу в неклінічних заходах. Армія також створила та керувала деякими тимчасовими лікарнями по всьому Уельсу.
21 травня 2020 року уряд Уельсу повідомив, що один із нових аналізів крові на антитіла до вірусу SARS-CoV-2 виготовляється компанією «Ortho Clinical Diagnostics» у Пенкоеді в Уельсі у партнерстві з службою охорони здоров'я Уельсу. Тест буде мати пріоритетне застосування, доступний та легкий у застосуванні, він також буде доступний у будинках для людей похилого віку. За словами міністра охорони здоров'я Вогана Гетінга, цей тест був важливою частиною стратегії «Test, Trace, Protect», яка допоможе Уельсу вийти з карантину.
Національна служба охорони здоров'я та персонал служби соціальної допомоги в Уельсі отримали дві премії по 500 фунтів стерлінгів кожна в травні 2020 року та квітні 2021 року на знак визнання їхньої роботи під час пандемії. У березні 2021 року Воган Гетінг оголосив про план вартістю 100 мільйонів фунтів стерлінгів, який мав створити «маршрут до сучасного та гнучкого сектору соціальної допомоги».

### Перехід від боротьби з пандемією до боротьби з ендемією
4 березня 2022 року уряд Уельсу оголосив про скасування решти всіх обмежень щодо COVID-19 28 березня. Рішення було прийнято в рамках довгострокового плану переходу від боротьби з пандемією до боротьби з ендемією.

## Заходи служби охорони здоров'я

### Місткість лікарень
У 2018—2019 роках у лікарнях Уельсу нараховувалось 10563 ліжок. Станом на 7 квітня 2020 року в Уельсі було 369 ліжок інтенсивної терапії з планами щодо подальшого збільшення їх місткості. На початку квітня 2020 року в лікарнях Уельсу налічувалось 415 апаратів штучної вентиляції легень, а ще 1035 апаратів замовили.

### Тимчасові лікарні
27 березня 2020 року повідомлено, що стадіон «Мілленіум» у Кардіффі буде використовуватися як тимчасова лікарня на 2000 ліжок. Пізніше кожна рада охорони здоров'я в Уельсі оголосила, що вони збільшують кількість ліжок у своїх поточних лікарнях і, за винятком ради охорони здоров'я в Повісі, відкриють загалом 16 тимчасових лікарень у доступних місцях. У Повісі було створено ще 3 спеціальні «польові госпіталі» — у Військово-меморіальній лікарні Брекон, у Військово-меморіальній лікарні округу Лландріндод-Веллс і в Меморіальній лікарні Вікторії у Велшпулі, додаткові ліжка, які були призначені для лікування хворих з COVID-19, були відкриті у громадських лікарнях і центрах охорони здоров'я в Бронлісі, Білт-Веллсі, Найтоні, Лланідлосі, Мачинлеті, Ньютауні та Істраджінлейсі. Повіс також домовився з сусідніми округами щодо направлення на їх ліжка у разі потреби.
9 квітня було повідомлено, що тимчасова лікарня, яка буде розташована на стадіоні «Мілленіум», буде називатися «Лікарня «Серце дракона»», і стане найбільшою лікарнею в Уельсі та другою за величиною у Сполученому Королівстві. 14 вересня повідомлено, що лікарня буде виведена з експлуатації, та замінена меншою тимчасовою лікарнею на 400 ліжок, яка буде розташована поблизу Університетської лікарні Уельсу.

### Програма вакцинації
8 грудня 2020 року перші жителі Уельсу почали вакцинуватися вакциною Pfizer-BioNTech проти COVID-19. Серед перших, хто отримав вакцину, був Крейг Аткінс, 48-річний працівник будинку для людей похилого віку в пункті вакцинації Кумбран.
У середині січня 2021 року повідомлено, що служба охорони здоров'я Уельсу отримала загалом 327 тисяч доз двох доступних вакцин. Тривала критика темпів прогресу проведення вакцинації: станом на 10 січня 2021 року було введено 86039 доз вакцини у порівнянні з 400 тисяч у Великій Британії в цілому. На 2,7 % щепленого населення темпи проведення вакцинації були повільнішими, ніж у трьох інших частинах Великобританії.
Незважаючи на більш повільний початок проведення вакцинації в Уельсі, на початку лютого 2021 року рівень вакцинації в Уельсі наздогнав рівень вакцинації в Англії та Шотландії. З початку квітня 2021 року відсоток загального населення, яке отримало першу дозу вакцини, перевищив показники Англії, Шотландії та Північної Ірландії. На кінець травня 2021 року рівень вакцинації Уельсу був попереду як у Великій Британії, так і в світі, оскільки більша частка населення Уельсу отримала першу дозу вакцини від COVID-19, ніж будь-яка інша країна з населенням понад мільйон осіб.
З початку березня 2021 року внаслідок прискорення введення перших доз і скорочення поставок вакцини уряд Уельсу змінив фокус з введення перших доз на пріоритетність других доз. Це призвело до того, що Уельс випередив решту Великої Британії за доставкою других доз. Уельс відставав у введенні других доз у період з травня по червень 2021 року, але знову обігнав решту Великобританії з кінця червня 2021 року.
У середині червня 2021 року уряд Уельсу підтвердив, що всім дорослим, яким це було показано, було запропоновано введення першої дози вакцини проти COVID-19, за 6 тижнів до цільової дати 31 липня 2021 року.

## Дослідження та інновації
Уряд Уельсу схвалив апарат штучної вентиляції легень при COVID -19, розроблений консультантом-анестезіологом з лікарні у валлійському місті Кармартен Рісом Томасом. Апарат, розроблений за кілька днів, був успішно використаний на хворому в середині березня, а згодом його розробку профінансував уряд Уельсу для подальшої розробки з метою очищення кімнати від вірусних частинок, і подачі хворому лише очищеного повітря. На початку квітня його схвалило агентство з регулювання лікарських засобів і продуктів охорони здоров'я, а 12 квітня апарат ШВЛ, розроблений і виготовлений в Уельсі, також схвалив уряд Великої Британії. Цей апарат виробляє компанія «CR Clarke & Co» в Бетвсі, поблизу Амманфорда. Цю ідею запропонував лідер Плайд Кемри Адам Прайс, який запропонував Томасу розробити простіший і ефективніший апарат штучної вентиляції легень.

## Проблеми з постачанням
10 квітня уряд Великої Британії розіслав постачальникам засобів індивідуального захисту документ, в якому інформував їх про те, що постачальники певного медичного обладнання, включаючи захисні маски, рукавички та фартухи, повинні бути зареєстровані в Комісії з якості медичного обслуговування, яка регулює всі медичні та соціальні послуги лише в Англії. Не було подібної угоди між постачальниками та Інспекцією догляду Уельсу чи Інспекцією догляду Шотландії. Уряд Уельсу порадив постачальникам будинків для людей похилого віку проводити замовлення через місцеві ради, тоді як лідер Плайд Кемри Адам Прайс подав офіційну скаргу до Європейського Союзу з цього приводу. Керівник двох будинків для престарілих у Гвінеді після проблем з 2 постачальниками повідомив, що вони будуть проводити закупки для будинків лише в Англії. Виконавчий директор парасолькової групи будинків для людей похилого віку «Scottish Care» сказав, що 4 найбільші постачальники засобів індивідуального захисту у Великій Британії заявили, що вони не будуть постачати свої товари до Шотландії, оскільки їхнім пріоритетом буде «Англія, англійська служба охорони здоров'я, а потім англійські надавачі соціальної допомоги». Уряд Великої Британії повідомив, що він не доручав жодній компанії визначати пріоритет постачання засобів індивідуального захисту для будь-якої країни. На вебсайті постачальника послуг охорони здоров'я «Gompels» тоді було сказано, що «ці обмеження — це не те, що ми вирішили ввести, це критерії, надані нам Управлінням охорони здоров'я Англії».

## Вплив

### Аеропорти
Уряд Уельсу також оголосив, що надасть фінансову допомогу державному аеропорту Кардіффа для підтримки платоспроможності під час скорочення діяльності.

### Особи з груп ризику
Понад 80 тисячам осіб, які вважалися «найбільш вразливими», були надіслані листи з порадою залишатися вдома протягом 12-16 тижнів. Уряд Уельсу почав надсилати пакунки з продуктами найбільш нужденним, щоб допомогти їм залишатися вдома.
8 квітня 2020 року було підтверджено, що уряд Уельсу надав дані про тих, хто був визнаний надзвичайно вразливим до серйозних захворювань внаслідок контакту з COVID-19. Це було зроблено, щоб допомогти їм отримати пріоритетну доставку їжі онлайн, а не ризикувати залишати свої домівки.

### Бізнес
30 березня 2020 року прийнято запровадження пакета підтримки вартістю 1,1 мільярда фунтів стерлінгів для підприємств і державних служб, які постраждали від пандемії, який включав 500 мільйонів фунтів стерлінгів для економічного кризового фонду, 100 мільйонів фунтів стерлінгів у вигляді позик і 400 мільйонів фунтів стерлінгів у вигляді екстреного фінансування.

### Освіта
15 березня 2020 року Бангорський університет негайно скасував усі лекції, а 23 березня запроваджено онлайн-викладання. Кардіффський університет та Університет Суонсі також оголосили, що з 23 березня вони перейдуть до дистанційного навчання та онлайн-лекцій.
18 березня уряд Уельсу оголосив, що всі школи та дитячі садки в Уельсі закриються до 20 березня, спочатку на 4 тижні, а міністр освіти Кірсті Вільямс заявила, що, ймовірно, це буде на «значний період часу». Обмежена кількість шкіл залишалася відкритою для надання підтримки працівникам життєво необхідних галузей, і дітям з додатковими потребами. У наступні дні було оголошено, що всі іспити, включаючи випускні, будуть скасовані, а оцінки базуватимуться на поточній роботі та прогнозованих оцінках.
6 квітня Асамблея Уельсу оголосила про фінансування безкоштовного догляду за дітьми для всіх дітей працівників життєво необхідних галузей віком до 5 років.
3 червня було оголошено, що школи в Уельсі знову відкриються 29 червня, а літній семестр продовжено на один тиждень до 27 липня. Крім того, осінні піврічні канікули продовжать на тиждень.
У липні 2021 року Центр економічної ефективності, дослідницький центр Лондонської школи економіки, опублікував аналіз втрат освіти через закриття шкіл. Дослідники виявили, що молоді люди в Уельсі в середньому пропустили 124 дні навчання. Для порівняння, цілий учбовий рік складає 190 навчальних днів у звичайний час. Щодо аспектів змішаного навчання, учні в Уельсі пропустили 66 днів у школі, що є найвищою середньою втратою в усіх частинах Великобританії.
1 грудня 2021 року шкільний наглядовий орган Уельсу «Естін» представив щорічний звіт про значні наслідки пандемії для навчання дітей. У 147-сторінковому звіті оцінюється те, як школи та інші заклади освіти та навчання відреагували на проблеми пандемії. У ньому повторюються застереження інших осіб, у тому числі уповноваженого у справах дітей Уельсу, про те, що діти та підлітки з сімей з низьким рівнем доходу непропорційно постраждали від відсутності підтримки, і що під час карантинних заходів зросла кількість направлень із захисту. Згідно зі звітом, у багатьох дітей навички грамотності та рахування погіршилися в результаті перерви в навчанні під час карантину та самоізоляції.

### Здоров'я
1 квітня 2020 року повідомлено, що під час пандемії домашні аборти будуть дозволені жінкам у перші 9 тижнів вагітності після консультації онлайн або по телефону. Це було частиною значної реструктуризації медичних послуг, зокрема для жінок.
По всій території Уельсу віртуальний запис на прийом до лікаря загальної практики також було запроваджено раніше, ніж передбачалося спочатку, дозволяючи консультації по телефону, а за потреби також були доступні відеоконсультації.
У жовтні 2020 року аналіз стану справ показав, що кількість осіб, які чекають на планову операцію, зросла до 57445, приблизно в 6 разів більше, ніж за той самий час у 2019 році. Королівський коледж хірургів звернувся до уряду Уельсу з проханням прискорити запровадження «зелених зон» у лікарнях Уельсу, щоб могли відновитися операції.

### Політика
Плани уряду Уельсу поширити право голосу на в'язнів, які відбували покарання менше 4 років, були відкладені, оскільки міністри не змогли виділити будь-які офіційні ресурси через пандемію. Однак плани продовжити голосування та надати виборчі права 16-річним та 17-річним особам ще продовжувались.

### В'язниці
19 березня 2020 року повідомлено, що близько 75 офіцерів в'язниці Бервін в окрузі Рексхем були відсутні на роботі через хворобу або самоізоляцію, а 22 ув'язнених із симптомами COVID-19 були ізольовані у в'язниці. У в'язниці було достатньо персоналу, щоб вона продовжувала працювати в повному обсязі.
31 березня у 3 ув'язнених у в'язниці в Суонсі було підтверджено позитивний результат тестування на коронавірус.
4 квітня повідомлено, що деяких ув'язнених із низьким рівнем ризику, яким залишилося відбути два місяці або менше, буде звільнено за тимчасовим положенням. Звільнені будуть помічені електронними мітками. Жоден ув'язнений, засуджений за злочини, пов'язані з COVID-19, не буде розглядатися для звільнення.

### Релігійні служби
Церква Уельсу оголосила про призупинення своїх громадських зібрань, включаючи церковні служби, разом із перенесенням вінчань і хрестин. Мусульманська рада Британії та Римо-католицька церква оголосили про подібні кроки, багато релігійних служб транслювалися онлайн.

### Спорт
13 березня 2020 року регбійний матч Турніру шести націй збірної Уельсу проти збірної Шотландії було перенесено на рік. Валлійський регбійний союз також призупинив усі змагання з регбі в Уельсі з 14 по 30 березня 2020 року, 20 березня 2020 року це призупинення продовжено до кінця сезону.
Футбольна асоціація Уельсу призупинила проведення внутрішніх футбольних змагань на всіх рівнях в Уельсі принаймні до 30 квітня 2020 року.

### Супермаркети та магазини
У березні 2020 року деякі супермаркети повідомили про обмеження кількості товарів, які люди можуть купувати, при цьому кожна компанія встановлює власні обмеження. Це було розцінено як реакція на те, що велика кількість жителів Уельсу скуповували їжу. Магазини почали запроваджувати правила соціального дистанціювання, багато магазинів прикріпили стрічку до підлоги, щоб відділити відвідувачів відстанню в 2 метри, і обмежили кількість людей у магазині одночасно. Багато магазинів встановили захисні екрани на касах, щоб захистити працівників.
Після того, як у липні та серпні 2020 року в Англії та Шотландії були введені нові правила, які зобов'язують покупців носити маски для обличчя, уряд Уельсу вирішив не накладати це обмеження на покупців магазинів в Уельсі. Натомість урядовці рекомендували використовувати маски для обличчя, «там де важко дотримуватися соціальної дистанції». Це викликало критику з боку низки вчених. У середині вересня використання масок для обличчя в магазинах стало обов'язковим в Уельсі після того, як голова уряду повідомив, що 20 осіб на кожні 100 тисяч жителів Уельсу мають COVID-19. Будь-кого, хто не дотримувався обмежень щодо захисту обличчя, міг бути оштрафований.
Після того, як наприкінці жовтня 2020 року адля контролю за поширенням COVID-19 в Уельсі було запроваджено загальне закриття всіх закладів, супермаркетам було заборонено продавати товари не першої необхідності, після того, як багато інших роздрібних магазинів були змушені закритися. Ця політика була предметом найбільшої петиції, яка коли-небудь була подана до парламенту Уельсу, що призвело до того, що уряд заявив, що перегляне політику після перших вихідних після загального закриття. Після закінчення загального закриття закладів жодних додаткових обмежень для роздрібних магазинів не було.